# 브라우닝 버전 (1951년 영화)
《브라우닝 버전》(The Browning Version)은 영국에서 제작된 안소니 애스퀴스 감독의 1951년 영화이다. 마이클 레드그레이브 등이 주연으로 출연하였고 테디 베어드 등이 제작에 참여하였다.
1994년 리메이크 작품이 제작되었다.

## 출연

### 주연
- 마이클 레드그레이브
- 진 켄트
- 나이젤 패트릭
- 로날드 하워드
- 브라이언 스미스
- 윌프리드 하이드 화이트

### 조연
- 주디스 펄즈
- 빌 트래버스

## 기타
- 원작자: 테렌스 래티건
- 미술: 카멘 딜론

## 수상 및 후보
수상
- 1951년 칸 영화제
- 제1회 베를린 국제영화제

후보
- 칸 영화제 - 주목할 만한 시선

## 같이 보기
- 브라우닝 버전 (1994년 영화)